# Pijavenky
Pijavenky (Bdelloidea) je třída drobných vodních a půdních organizmů z kmene vířníci (Rotifera). Zahrnuje asi 360 druhů v 18 rodech.

## Rozmnožování
Pijavenky se rozmnožují výhradně nepohlavně, pohlavní rozmnožování u nich nikdy nebylo pozorováno už z toho důvodu, že nikdy nebyla prokázána existence samců. Samice produkují partenogeneticky vajíčka s diploidním genomem, která tedy již nejsou oplozena a rovnou se z nich vyvíjí nové pijavenky. Skutečnost, že nedochází k pohlavnímu rozmnožování u žádných pijavenek, znamená, že se takto nerozmnožoval ani jejich společný předek před cca 40 miliony lety. Dodnes není uspokojivě vysvětleno, jak mohla bez pohlavního rozmnožování vzniknout takto početná skupina živočichů.
S možným vysvětlením ale přišli na sklonku roku 2012 vědci z Cambridgeské univerzity, kteří zkoumali transkriptom (soubor veškeré RNA, která vzniká v buňkách) australské pijavenky Adineta ricciae. Navázali přitom na studii z roku 2008, která v genomu pijavenek objevila kousky cizí genetické informace. Podle výzkumu 10 % aktivních genů patří jiným organismům než pijavenkám. Ty zřejmě využívají DNA bakterií, hub, řas i prvoků.
Jedná se o takzvaný horizontální přenos genetické informace, který je známý především u bakterií. Probíhá i u bezobratlých živočichů, ale jak se zdá, u pijavenek je mnohem intenzivnější než u jiných druhů. Asi 80 % ukradených genů kóduje enzymy, z nichž se mnoho podílí na degradaci toxických látek nebo zvyšuje produkci ochranných antioxidantů. Jak přesně pijavenky cizí DNA získávají a začleňují do svého genomu, zatím není jasné.
V roce 2021 byla na Sibiři nalezena pijavenka, která strávila ve stavu kryptobiózy přibližně 24 000 let a po rozmrazení opět ožila.